# Leptotyphlops macrurus
Leptotyphlops macrurus är en kräldjursart som beskrevs av  George Albert Boulenger 1899. Leptotyphlops macrurus ingår i släktet Leptotyphlops och familjen Leptotyphlopidae. IUCN kategoriserar arten globalt som otillräckligt studerad. Inga underarter finns listade i Catalogue of Life.